# Gauche et démocrates

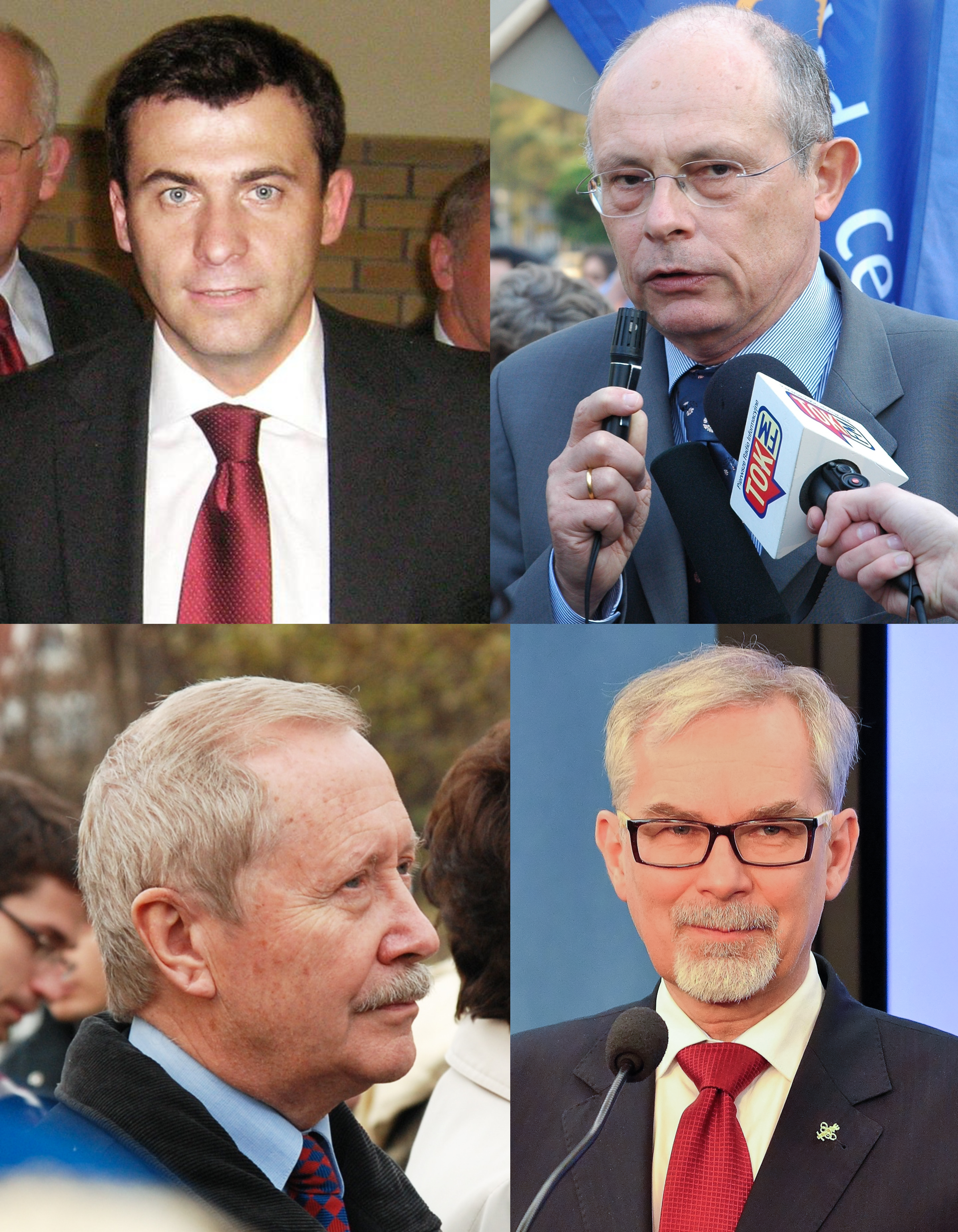
Dirigeants de Gauche et Démocrates (LiD, ancienne coalition politique polonaise)

Gauche et démocrates (en polonais : Lewica i Demokraci, LiD) est une coalition politique créée en septembre 2006 par quatre partis sociaux-démocrates polonais, à l'initiative de l'ancien président, Aleksander Kwaśniewski, et dissoute en avril 2008. 

## Historique
Elle s'oppose en même temps à la coalition conservatrice au gouvernement depuis 2005, menée par le parti Droit et justice (PiS) des frères Jarosław et Lech Kaczyński et à l'opposition libérale du parti Plate-forme civique (PO).
Les partis membres de cette coalition étaient : 
- l'Alliance de la gauche démocratique (SLD), issue de la transformation du parti unique de l'époque communiste, le POUP. C'est le parti d'où venait l'ancien président Aleksander Kwaśniewski
- la Social-démocratie de Pologne (SdPl), fondé en 2004 par des dissidents du SLD,
- le Parti démocrate - demokraci.pl, fondé en 2005 par le rapprochement des centristes de l'Union pour la liberté, de Tadeusz Mazowiecki, le premier chef de gouvernement issu de Solidarność en 1989, et de dissidents du SLD,
- et l'Union du travail, issue de l'aile gauche de Solidarność.

La coalition est dissoute fin avril 2008.